# سقوط مرد مرده
سقوط مرد مرده (به انگلیسی: Dead Man Down)، فیلمی جنایی محصول کشور آمریکایی۲۰۱۳ و نوشته جی. اچ. وایمن است که زندگی مردی مجار را روایت می‌کند که درصدد انتقام از قاتلان همسر و فرزندش است. بازیگران اصلی این فیلم کالین فارل، نومی راپاس و دومینیک کوپر هستند.

## روایت کلی داستان
ویکتور به یک امپراتوری جنایتکار که توسط آلفونس هویت پادشاه بی رحم اداره می شود نفوذ کرده است. هدف او این است که آلفونس را به جزای قتل همسر و دختر جوانش که دو سال قبل  مرتکب شده برساند. ویکتور قصد دارد از طریق شکنجه های جسمی و روانی از آلفونس انتقام بگیرد و سرانجام او را بکشد.
ویکتور تماشا می کند و توسط بئاتریس، یک زن جوان مرموز که در آپارتمان روبروی او زندگی می کند، زیر نظر گرفته می شود. بئاتریس شروع به تماس با ویکتور می کند و به او علاقه نشان می دهد. در اولین قرار خود، بئاتریس انگیزه واقعی خود را فاش می کند: او ویدیویی از ویکتور در حال کشتن یک مرد دارد، و  میگوید قصد مراجعه به پلیس را دارد مگر اینکه ویکتور راننده مستی را که چهره او را بدشکل کرده است، بکشد.
در همین حال، آلفونس از سوی ویکتور تهدیدهایی علیه جان خود دریافت می کند. ویکتور در جریان تیراندازی با جامائیکایی‌ها، که به اعتقاد او مسئول این تهدیدها هستند، جان خود را نجات می‌دهد و در نتیجه اعتماد او را به دست می‌آورد. با تشدید تهدیدها، مردی از خدمه آلفونس و دوست ویکتور، دارسی، منبع آنها را بررسی می کنند. ویکتور همچنین برادر ایلیر بروزی، سرکرده آلبانیایی را که در کمک به آلفونس برای خلع ید از خانواده ویکتور نقش داشت، ربوده است. ویکتور قصد دارد آلبانیایی ها و مردان آلفونس را با هم جمع کند تا بتواند همه آنها را به یکباره حذف کند.
ویکتور برای ادامه برنامه های شکنجه خود، یک حمله تک تیرانداز را از روی پشت بام به آلفونس ترتیب می دهد. با این حال، او تقریباً در این روند گرفتار می شود و به لطف بئاتریس که ویکتور را دنبال می کند موفق به فرار می شود. برادر ایلیر، که توسط ویکتور ربوده شده بود، در یک کشتی متروکه بسته و چشم بسته نگه داشته شده است. ویکتور ویدئویی می‌سازد که در آن برادر ایلیر ادعا می‌کند که او در زیرزمین انبار آلفونس نگهداری می‌شود، تا آلفونس را قافلگیر کند، که آلفونی‌ها را برای تلافی به انبار کشانده و در نتیجه همه آنها را در یک مکان جمع کرده و سپس برادر ایلیر را بکشد. به بئاتریس کارت حافظه همراه با ویدئو داده می شود تا به ایلیر پست شود تا به نظر برسد که خدمه آلفونس مسئول ربودن برادرش بوده اند.
آلفونس، اکنون که می‌داند تهدیدها از جانب یکی از خدمه‌اش می‌آیند، مشکوک می‌شود، اما تمایلی به این باور ندارد که ویکتور خائن است زیرا قبلاً جانش را نجات داده است. ویکتور بعداً به بئاتریس اطلاع می‌دهد که راننده مست را نکشته تا بتوانند زمان بیشتری را با هم بگذرانند، زیرا می‌دانست که قتل چه تأثیری روانی روی او می‌گذارد. ویکتور تله ای برای آلبانیایی ها و آلفونس درست می کند، اما بئاتریس از طریق تماس فاش می کند که کارت حافظه را پست نکرده است زیرا نمی خواست مرگ ویکتور را ببیند. در آن لحظه، دارسی که قصد واقعی ویکتور را در حین تحقیق در مورد آپارتمانش پیدا کرده است، بئاتریس را تسلیم می کند و به ویکتور اطلاع می دهد که او در خانه آلفونس اسیر است.
در حالی که آلفونس و آلبانیایی ها در خانه جمع می شوند، ویکتور با کامیون خود با خانه تصادف می کند. ویکتور جان دارسی را در دعوای اسلحه‌ای متعاقب آن نجات می‌دهد و به طبقه بالایی می‌رود، جایی که بئاتریس توسط آلفونس و ایلیر نگهداری می‌شود. بئاتریس از دست آنها فرار می کند در حالی که آنها با پیشرفت موفقیت آمیز ویکتور حواسشان پرت می شود و او شروع به پخش ویدیو در رایانه می کند. با شنیدن این ویدئو، اسلحه خود را به سمت آلفونس می اندازد که معتقد است به او خیانت کرده است و همدیگر را می کشند
در حالی که ویکتور با بئاتریس فرار می کند، دارسی در حالی که اسلحه خود را بالا گرفته با آنها روبرو می شود. هنگامی که از وی پرسیده شد که آیا او به خاطر داشتن همسر و فرزند از دارسی به او رحم کرده است، ویکتور پاسخ می دهد: "نه، زیرا آنها تو را گرفته اند" قبل از اینکه اسلحه خود را بیندازد. دارسی نیز اسلحه خود را پایین می آورد و به آن دو اجازه خروج می دهد. ویکتور و بئاتریس با مترو به خانه سفر می روند.

## بازیگران
کالین فارل: ویکتور، مردی زخم خورده که به دنبال انتقام است
نومی راپاس: بتریس، دختری که در سانحه رانندگی چهره اش آسیب دیده
دومینیک کوپر: ورسی، دوست ویکتور
ترنس هاوارد:آلفنس، رئیس باند تبهکاری
ایزابل هوپر: مادر بتریس

## پیوندها
سقوط مرد مرده در بانک اطلاعات اینترنتی فیلم‌ها (IMDb)
سقوط مرد مرده در راتن تومیتوز